# سياسة اليونان
تبنت اليونان دستورها الحالي في عام 1975م، عندما أُلغيت الملكية رسميًا، وأصبحت اليونان دولة جمهورية برلمانية، يتزعمها رئيس. يقوم رئيس اليونان في الغالب بإجراء المراسم، بينما يحظى رئيس الوزراء بالسلطة الحقيقية. ويَنتخب البرلمان اليونانيّ الرئيس لمدة خمس سنوات، ويُعيّن الرئيس رئيس الوزراء الذي يجب أن يحصُل على ثقة البرلمان. ويكون رئيس الوزراء عادة زعيم الحزب الحاصل على أغلبية المقاعد في البرلمان.
يُمثل مجلس الوزراء المكوَّن من رئيس الوزراء والوزراء السلطة التنفيذية، وهو الذي يقوم بتوجيه السياسة العامة للحكومة. ويُعيِّن الرئيس الوزراء، حسب توصيات رئيس الوزراء. وتصدر القوانين من البرلمان، ويتكون البرلمان من 300 نائب، يُنتخبون لمدة أربع سنوات.

## السلطة التنفيذية
مجلس الوزراء لليونان يضم رؤساء جميع الوزارات التنفيذية، يعينه رئيس الجمهورية بناء على توصية من رئيس الوزراء.
يتم انتخاب رئيس الجمهورية من قبل البرلمان لمدة خمس سنوات (الانتخابات الأخيرة عقدت 7 مارس 2005)، وبحد أقصى ولايتين رئاسيتين. عندما تنتهي فترة الرئاسة والبرلمان صوتا لانتخاب الرئيس الجديد. في الأصوات الأولين، فإن غالبية ⅔ (200 صوتا) أمر ضروري. التصويت الثالث والأخير يتطلب أغلبية 05/03 (180 صوتا). إذا كان التصويت الثالثة هي عقيمة، يتم حل البرلمان وإجراء انتخابات والتي أعلنها الرئيس المنتهية ولايته في غضون ال 30 يوما القادمة. في البرلمان الجديد، ويتكرر في الانتخابات لمنصب الرئيس فورا مع أغلبية 3 / 5 المطلوبة للتصويت الأولي، بالأغلبية المطلقة لثانية واحدة (151 صوتا)، وأغلبية بسيطة لاحد الثالثة والأخيرة. تم تصميم النظام بحيث من أجل تعزيز التوافق الرئاسي بين مرشحي الأحزاب السياسية الرئيسية. الرئيس لديه السلطة لتعلن الحرب، لمنح العفو وإلى إبرام اتفاقات السلام، والتحالف، والمشاركة في المنظمات الدولية؛ بناء على طلب من الحكومة هو المطلوب الحصول على أغلبية برلمانية بسيطة للتصديق على مثل هذه الأعمال، والاتفاقات أو المعاهدات. مطلوب مطلقة أو أغلبية ثلاثة أخماس في حالات استثنائية (على سبيل المثال، والانضمام إلى الاتحاد الأوروبي في حاجة إلى أغلبية 3 / 5). يمكن للرئيس أيضا ممارسة بعض سلطات الطوارئ التي يجب أن يصدق عليه مجلس الوزراء وزير المناسبة. تقتصر التعديلات على الدستور في العام 1986 صلاحيات الرئيس السياسي. نتيجة لذلك، لا يجوز للرئيس حل البرلمان واقالة الحكومة، وتعليق بعض مواد الدستور، وإصدار إعلان أو إعلان حالة الحصار دون countersigning من رئيس مجلس الوزراء أو الوزير مناسبة. الدعوة إلى الاستفتاء، لا بد له من الحصول على موافقة من البرلمان.
وينتخب رئيس الوزراء من الشعب وكان هو أو هي عادة زعيم الحزب السيطرة على الأغلبية المطلقة من أعضاء البرلمان. وفقا للدستور، والضمانات رئيس الوزراء على وحدة الحكومة ويوجه أنشطتها. هو أو هي الشخص الأكثر نفوذا في النظام السياسي اليوناني، ويوصي وزراء لرئيس الجمهورية لتعيين أو عزل.
السياسة البرلمانية اليونانية تتوقف على مبدأ "δεδηλωμένη" (وضوحا "dhedhilomeni")، و«الثقة المعلنة» في البرلمان لرئيس الوزراء ونظيره / الإدارة لها. هذا يعني أنه لا بد لرئيس الجمهورية أن يعين في منصب رئيس الوزراء الشخص الذي ستتم الموافقة بأغلبية أعضاء البرلمان (أي 151 صوتا). مع النظام الانتخابي الحالي، هو زعيم حزب الحصول على عدد وافر من الأصوات في الانتخابات البرلمانية الذي يحصل على تعيين رئيس الوزراء. يجوز للإدارة، في أي وقت، وان يسعى إلى «التصويت على الثقة»، وعلى العكس، فإن عددا من أعضاء البرلمان قد يطلب أن «التصويت من الشبهات» الواجب اتخاذها. كلاهما حالات نادرة مع نتائج يمكن التنبؤ بها عادة التصويت خارج خط الحزب يحدث نادرا جدا.
في 4 تشرين الأول 2009، تم انتخاب جورج باباندريو، رئيس حزب الحركة الاشتراكية الهلينية وابنه وحفيد رئيس الوزراء، ورئيس الوزراء الجديد في اليونان، بعد خمس سنوات من حكومة برئاسة زعيم الديمقراطية الجديدة كوستاس كارامانليس، ابن شقيق طويلة الوقت لرئيس الوزراء ورئيس الوزراء اليوناني كونستانتينوس الرئيس.

### الحكومة المحلية
قُسمت اليونان إلى 51 قسمًا إداريًا، بالإضافة إلى جبل أثوس، الذي يحكمه الرهبان حكمًا ذاتيًا. وتعين الحكومة حاكماً لكل قسم لمدة ثلاث سنوات، ويعمل الحاكم على حفظ الأمن، وإدارة الخدمات المدنية، وجمع الضرائب. وتتكوّن الأقسام من 147منطقة إدارية صغيرة. وتتكون حكومة المدن والبلديات والقرى من رئيس تنفيذيّ ـ محافظ أو رئيس ـ وأعضاء المجلس المنتخبين.

## السلطة التشريعية

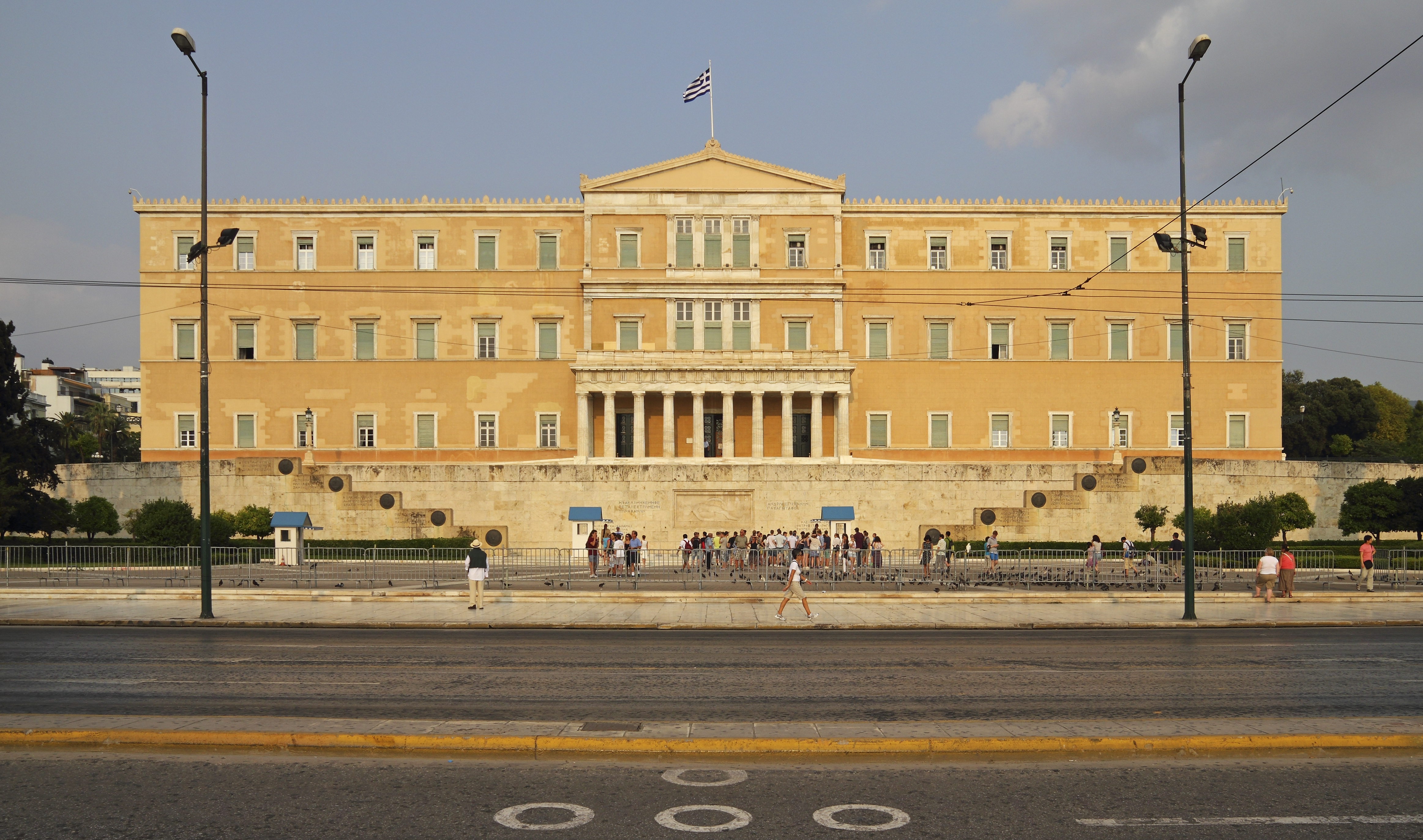
مبنى البرلمان اليوناني في أثينا (أتيكا): مقر السلطة التشريعية في اليونان الحديثة

اليونان ينتخب المجلس التشريعي بالاقتراع العام لجميع المواطنين الذين تزيد أعمارهم عن 18 عاما. البرلمان اليوناني (Βουλή των Ελλήνων) تضم 300 عضوا ينتخبون لمدة أربع سنوات من خلال نظام التمثيل النسبي في تعزيز دائرة انتخابية متعددة المقاعد 48، 8 الدوائر ذات المقعد الواحد وقائمة واحدة على الصعيد الوطني. ويتم تحديد 288 من المقاعد ال 300 دائرة انتخابية من خلال التصويت، وكان الناخبون قد حدد للمرشح أو مرشحين من اختيارهم عن طريق وضع علامة على اسم الاقتراع الحزب. يتم ملء 12 مقعدا المتبقية من قوائم الحزب الوطني على أساس من أعلى إلى أسفل، واستنادا إلى نسبة من إجمالي الأصوات حصل كل طرف. اليونان يستخدم مجمع عزز نظام التمثيل النسبي الانتخابي الذي يشجع الأحزاب المنشقة ويجعل أغلبية برلمانية ممكنة حتى لو كان الحزب القائد يقصر من أغلبية الأصوات الشعبية. بموجب القانون الانتخابي الحالي، أي يجب أن يحصل حزب واحد على الأقل 3 ٪ في عدد الأصوات على الصعيد الوطني لانتخاب أعضاء البرلمان (ما يسمى «عتبة 3 ٪»). شريطة أن القانون في شكله الحالي تفضل الماضي لأول مرة حزب آخر لتحقيق المطلقة (151 مقعدا في البرلمان) الأغلبية، يتلقى 41 ٪ + صوت على الصعيد الوطني. وتوصف هذه لتعزيز الاستقرار الحكومي. يمكن تغيير القانون الانتخابي من قبل أغلبية برلمانية بسيطة، ولكن تغيير القانون بحيث يصبح فقط القسري في الانتخابات المقبلة بعد واحد، ما لم يتم التصويت عليه من قبل البرلمان اليوناني بغالبية ⅔ من مجموع عدد النواب.

## الأحزاب والزعماء السياسيين
- حزب اليسار وحركة البيئة (باليونانية: Συνασπισμος) - SYN (يساري متشدد)
- المنظمة الشيوعية اليونانية (باليونانية: Κομμουνιστική Οργάνωση Ελλάδας) - ΚΟΕ (شيوعي يساري)
- الحزب الشيوعي اليوناني (باليونانية: Κομμουνιστικο Κομμα Ελλαδας) - KKE (شيوعي)
- الحركة الديمقراطية الاجتماعية (باليونانية: Δημοκρατικο Κοινωνικο Κινημα) - DI.K.KI (اشتراكيون اجتماعيون)
- حزب اليونان البيئي (باليونانية: Οικολόγοι Ελλάδας) - EG (بيئي)
- حزب الخضر (باليونانية: Οικολόγοι Πράσινοι) - OP (بيئي)
- الجبهة الهلنية (باليونانية: Ελληνικό Μέτωπο) - Elliniko Metopo (يميني متشدد)
- الحزب الشيوعي الماركسي-اللينيني اليوناني (باليونانية: Μαρξιστικο - Λενινιστικο Κομμουνιστικο Κομμα Ελλαδας) - M-L KKE (حزب ماوي (شيوعي صيني))
- الديمقراطية الجديدة (باليونانية: Νεα Δημοκρατια) - ND (يميني محافظ)
- الحركة القومية اليونانية الاجتماعية (باليونانية: Πανελληνιο Σοσιαλιστικο Κινημα) - PA.SO.K (اشتراكي)
- المسيرة الأرثوذكسية الشعبية (باليونانية: Λαϊκός Ορθόδοξος Συναγερμός) - LA.O.S. (يميني متشدد)
- جبهة اليسار الراديكالية (باليونانية: Μετωτο Ριζοσπαστικης Αριστερας)- MERA (يساري متشدد)
- حزب قوس قزح (باليونانية: Oυράνιο Tόξο; مقدوني سلافي: Виножито) - OT (RP) (حزب إقليمي يدعم حقوق الأقلية المقدونية مقدوني سلافي حزب أقلية)
- حزب العمال (باليونانية: Σοσιαλιστικό Εργατικό Κόμμα) - SEK (يساري ثوري)
- اتحاد الوسطيين (باليونانية: Ένωση Κεντρώων) - EK (UC) (وسط)

## السلطة القضائية
في اليونان وتنقسم السلطة القضائية في المحاكم المدنية والإدارية. قاضي المحاكم المدنية في القضايا المدنية والجزائية، في حين أن القضاء الإداري القاضي في القضايا الإدارية، وهي المنازعات بين المواطنين والدولة.
النظام القضائي في اليونان تضم ثلاثة المحاكم العليا: محكمة النقض (Άρειος Πάγος)، ومجلس الدولة (Συμβούλιο της Επικρατείας) وغرفة للحسابات (Ελεγκτικό Συνέδριο). وتتكون هذه المحاكم العليا من قضاة محترفين، من خريجي المدرسة الوطنية للقضاة. ويعرف الطريقة التي يتم الترويج تدريجيا للقضاة، حتى يصبحوا أعضاء في المحاكم العليا، من خلال الدستور والقوانين القائمة. ويتم اختيار رؤساء ونواب رئيس المحاكم العليا الثلاث، من قبل مجلس الوزراء لليونان بين الأعضاء العاملين في كل من المحاكم العليا.
محكمة النقض هي المحكمة العليا المدنية والجزائية، في حين أن مجلس الدولة هو المحكمة الإدارية العليا. دائرة الحسابات لديها الاختصاص الحصري على مناطق إدارية معينة (على سبيل المثال فإنه القضاة المنازعات الناشئة عن التشريعات التي تنظم المعاشات التقاعدية لموظفي الخدمة المدنية) وتكون قراراته غير قابلة للنقض. وهذا يعني أن لا يتم الحكم عليهم في الدرجة الثانية من قبل مجلس الدولة.
في بعض الأحيان، والمحاكم العليا اتخاذ قرارات متناقضة أو يحكمون بطريقة مختلفة في دستورية نص قانوني. يتم حل هذه الخلافات من قبل المحكمة العليا الخاصة، وتركيبتها واختصاصاتها وينظم بموجب الدستور (المادة 100). كما يكشف عن اسمها، فإن هذه المحكمة ليست دائمة وأنه عندما يجلس حالة خاصة تابعة لولايتها ذلك. عندما تجلس المحكمة العليا الخاصة، ويضم أحد عشر عضوا: رؤساء المحاكم العليا الثلاث، وأربعة من أعضاء محكمة النقض وأربعة أعضاء من مجلس الدولة. عندما القضاة في دستورية قانون أو حل المنازعات بين المحاكم العليا وتشكيلها تضم اثنين من أكثر أعضاء: اثنان من أساتذة كليات الحقوق في اليونان. المحكمة العليا الخاصة هي المحكمة الوحيدة التي يمكن أن يعلن حكم دستوري وقانوني «عاجزة» (شيء من هذا القبيل «لاغية وباطلة»)، في حين أن ثلاث محاكم العليا يمكن إلا أن تعلن حكم دستوري قانوني بأنها «غير قابلة للتطبيق» لهذه القضية بالذات. المحكمة العليا الخاصة هي أيضا المحكمة الانتخابية العليا، ضد الحكم نداءات مشروعية الانتخابات التشريعية.

## التقسيمات الادارية
إدارياً، تتألف اليونان من ثلاثة عشر إقليم peripheries تنقسم بدورها إلى 54 مقاطعة prefectures (قالب:يو، مفردها: قالب:يو) و147 تقسيما فرعياً. ويوجد أيضاً منطقة حكم ذاتي واحدة، جبل أثوس (Agio Oros، «الجبل المقدس»)، والتي تجاور منطقة وسط مقدونيا.
أثينا (730 ألف نسمة/تقدير 2005) هي عاصمة اليونان وأكبر مدنها. أهم المدن اليونانية الأخرى: سالونيك (355 ألف نسمة/تقدير 2005)، بيرايوس (172 ألف نسمة/تقدير 2005)، باتراي (163 ألف نسمة/تقدير 2005)، بيريستيريون (137 ألف نسمة/تقدير 2005)، ايراكليون (137 ألف نسمة/تقدير 2005).
| الخريطة | الرقم                   | المنطقة         | العاصمة    | المساحة   | التعداد |
| ------- | ----------------------- | --------------- | ---------- | --------- | ------- |
|         |                         |                 |            |           |         |
| 1       | أتيكا                   | أثينا           | 3,808 كم²  | 3,841,408 |         |
| 2       | وسط اليونان             | لاميا           | 15,549 كم² | 614,614   |         |
| 3       | مقدونيا الوسطى          | سالونيك         | 18,811 كم² | 1,931,870 |         |
| 4       | كريت                    | ايراكليون       | 6,336 كم²  | 623,666   |         |
| 5       | مقدونيا الشرقية وتراقيا | كوموتيني        | 14,157 كم² | 623,248   |         |
| 6       | إبيروس                  | يوانينا         | 9,203 كم²  | 358,698   |         |
| 7       | الجزر الأيونية          | كورفو           | 2,307 كم²  | 220,097   |         |
| 8       | شمال إيجة               | ميتيليني        | 3,836 كم²  | 208,151   |         |
| 9       | بيلوبونيز               | تريپولي         | 15,490 كم² | 650,310   |         |
| 10      | جنوب إيجة               | هرموبوليس       | 5,286 كم²  | 320,001   |         |
| 11      | ثيساليا                 | لاريسا          | 14.037 كم² | 760,714   |         |
| 12      | غرب اليونان             | باتراس          | 11,350 كم² | 753,267   |         |
| 13      | مقدونيا الغربية         | كوزاني          | 9,451 كم²  | 303,857   |         |
| -       | جبل آثوس (حكم ذاتي)     | كاريي (لاكونيا) | 390 كم²    | 2,250     |         |

## المشاركة في المنظمات الدولية
اليونان هي عضو في مجموعة أستراليا، وبنك التسويات الدولية، منظمة التعاون الاقتصادي، CE، CERN، مجلس الشراكة الأوروبية الأطلسية، EBRD، اللجنة الاقتصادية لأوروبا، بنك الاستثمار الأوروبي والاتحاد الأوروبي ومنظمة الأغذية والزراعة، G - 6، الوكالة الدولية، البنك الدولي للإنشاء والايكاو والمحكمة الجنائية الدولية، المحكمة الجنائية الدولية، الاتحاد، ICRM، المؤسسة الدولية للتنمية ووكالة الطاقة الدولية، الصندوق ومؤسسة التمويل الدولية، IFRCS، المنظمة الهيدروغرافية الدولية ومنظمة العمل الدولية وصندوق النقد الدولي والمنظمة البحرية الدولية، إنمارسات، انتلسات، والانتربول، اللجنة الأولمبية الدولية، المنظمة الدولية للهجرة، ISO، ITU، البعثة، حركة عدم الانحياز (ضيف)، منظمة حلف شمال الأطلسي، NEA، مجموعة موردي المواد النووية، OAS (مراقب)، OECD، منظمة حظر الأسلحة الكيميائية، منظمة الأمن والتعاون، PCA، مبادرة التعاون والأمم المتحدة، والأونكتاد، واليونسكو، والمفوضية، واليونيدو، بعثة مراقبي الأمم المتحدة والاتحاد البريدي العالمي، المنظمة العالمية للجمارك واتحاد غرب أوروبا، اتحاد النقابات العالمي ومنظمة الصحة العالمية للملكية الفكرية، المنظمة، WTOO، WTRO، ولجنة زانغر

## سياسيون يونانيون

### السابقة
| - الكسندروس Mavrokordatos - ايوانيس Kapodistrias - سبيريدون Trikoupis - أندرياس Metaxas - ديمتريوس Kallergis - الكسندروس Koumoundouros - Epameinondas Deligiorgi - تشاريلاوس Trikoupis - ثيودوروس Deligianni - الكسندروس RIZOU Rangavis - أقسم الكسندروس - جورجيوس كريستاكيس - Zografos - جورجيوس الدة الإله - دانييلا Dragoumi - إيون Dragoumi - الفثيريوس فينيزيلوس - ديمتريوس غوناريس | - ايوانيس Metaxas - الكسندروس Papanastasiou - Themistoklis Sofoulis - نيكوس Zachariadis - سوفوكليس فينيزيلوس - جورج باباندريو - الياس الحرقفة - الكسندروس Panagoulis - باناجيوتيس Kanellopoulos - سبيروس Markezinis - كونستانتينوس كارامانليس - ايفانجيلوس AVEROFF - ليونيد Kyrk - أندرياس باباندريو - جورجيوس راليس - كونستانتينوس ميتسوتاكيس |  |

### الحالية
| - Dimitris Avramopoulos - درة باكويانيس - Michalis Chrisochoidis - Maria Damanaki - Anna Diamantopoulou - Stavros Dimas - أدونيس جاورجيادس - مانوليس غليزوس - كوستيس خاتزيداكيس ‏ - كوستاس كرامنليس - Stefanos Manos - Apostolos Kaklamanis - ليانا كانيلي - Georgios Karatzaferis | - Nikos Konstantopoulos - Fotis Kouvelis - Andreas Loverdos - Petros Molyviatis - Mariliza Xenogiannakopoulou - جورج باباندريو - Aleka Papariga - ثيودوروس بانغالوس - كارولوس بابولياس - أنتونيس ساماراس - كوستاس سيميتيس ‏ - أليكسيس تسيبراس - إيفانغيلوس فينيزيلوس |  |

### التعليم
بموجب الدستور اليوناني، [1] التعليم هو مسؤولية الدولة. معظم اليونانيين حضور المدارس العامة الابتدائية والثانوية. هناك عدد قليل من المدارس الخاصة، والتي يجب أن تستوفي معايير المناهج وتشرف عليها وزارة التربية والتعليم. وزارة التربية والتعليم يشرف ويوجه كل جانب من جوانب العملية التعليمية العامة على جميع المستويات، بما في ذلك توظيف جميع المدرسين والأساتذة وإنتاج جميع الكتب المطلوبة.
العدد الأخير بشأن التعليم في اليونان هو إضفاء الطابع المؤسسي على الجامعات الخاصة. وفقا للدستور [2] فقط الجامعات التي تديرها الدولة تعمل على الأرض. ولكن، في السنوات الأخيرة قد أنشأت العديد من فروع الجامعات الخاصة الأجنبية في اليونان، وتقدم مستوى درجة البكالوريوس، وبالتالي خلق تناقض قانوني بين الدستور والقوانين اليونانية في الاتحاد الأوروبي السماح للشركات الأجنبية بالعمل في أي مكان في الاتحاد. بالإضافة إلى ذلك، كل عام، لا يتم قبول عشرات الآلاف من الطلاب اليونانيين لنظام الجامعة التي تديرها الدولة وتصبح «المهاجرين التربوية» للمؤسسات الدول الأخرى التعليم العالي، حيث ينتقلون إلى دراسة. وقد خلق هذا مشكلة مزمنة بالنسبة لليونان، من حيث الخسائر في رأس المال، فضلا عن الموارد البشرية، ولأن العديد من هؤلاء الطلاب تسعى إلى العمل في البلدان التي تمت دراستها، بعد الانتهاء من دراستهم. فمن سمات أنه في عام 2006، واليونان، 11.5 مليون نسمة، وكان المركز الرابع في العالم من حيث تصدير الطالب من حيث الأرقام المطلقة، مع 60000 طلاب في الخارج، في حين أن أول بلد في هذا الصدد، وجمهورية الصين الشعبية لأكثر من 1,3 وقد مليار نسمة، 100000 طالبا في الخارج. من حيث الطلاب في الخارج كنسبة مئوية من السكان عامة، واليونان هي حتى الآن الدولة الرائدة، مع 5250 طالبا لكل مليون نسمة، مقارنة مع الطلاب في ماليزيا 1780 second لكل مليون نسمة.
نقلا عن هذه المشاكل نتيجة لاحتكار الدولة على التعليم العالي، والديمقراطية الجديدة ملتزمة تعديل الدستور، من أجل السماح للجامعات الخاصة بالعمل في اليونان على أساس غير ربحي. وقد رفض هذا الاقتراح من قبل حزب باسوك الحاكم آنذاك في أواخر التسعينات، وبالتالي لا يمكن حشد الدعم اللازم ليطرح للتصويت على التعديل الدستوري لعام 2001. ومع ذلك، لم يتغير موقفها منذ الباسوك، والآن أيضا يعتمد النص الدستوري لإنشاء الجامعات الخاصة على أساس غير ربحي. هذا الاقتراح لا تزال تواجه معارضة شديدة من أحزاب اليسار وجزء من المجتمع الأكاديمي، والأساتذة والطلاب على حد سواء.
في بداية 2006، أعلن رئيس الوزراء كوستاس كرامنليس على مبادرة من حكومته عن التعديل الجديد للدستور. وفقا لتأكيده واحدة من القضايا الرئيسية لهذا التعديل (الثانية خلال أقل من 10 عاما) سيكون إنشاء الجامعات «غير المملوكة للدولة».

### الديانة
الكنيسة الأرثوذكسية اليونانية تحت حماية الدولة، والذي يدفع رواتب لرجال الدين، والمسيحية الأرثوذكسية هي «السائدة» دين اليونان وفقا للدستور. الكنيسة اليونانية الأرثوذكسية هو الحكم الذاتي ولكن في إطار التوجيه الروحي البطريرك المسكوني في القسطنطينية ويضمن حرية المعتقدات الدينية في الدستور، ولكن «التبشير» رسميا غير قانونية. وفقا لأحدث استطلاع يوروستات «يوروباروميتر»، في عام 2005، [3] ورد 81 ٪ من المواطنين اليونانيين «انهم يعتقدون بوجود الله»، في حين أجاب 16 ٪ أن «انهم يعتقدون ان هناك نوعا من روح أو قوة الحياة» وفقط 3 ٪«انهم لا يؤمنون بوجود الله، وروح، ولا قوة الحياة». هذا من شأنه أن يجعل اليونان واحدة من أكثر البلدان الدينية في الاتحاد الأوروبي من 25 عضوا، بعد مالطا وقبرص.
أعطيت الأقلية مسلم، وتتركز في تراقيا، والوضع القانوني لأحكام معاهدة لوزان عام 1923، والأقليات الدينية في اليونان الوحيدة المعترف بها رسميا. هناك مجتمعات صغيرة الروم الكاثوليك على بعض سيكلاديز وجزر البحر الأيوني، وبقايا من حكم البندقية الطويل على الجزر. التدفق الأخير ل (غير الشرعيين في الغالب) المهاجرين من أوروبا الشرقية والعالم الثالث لديها توقعات متنوعة متعددة الشخصية الدينية (الروم الكاثوليك، مسلم، والهندوسية وغيرها).
خلال التعديل الدستوري 2001، واقترح الفصل التام بين الكنيسة والدولة، ولكن الحزبين الرئيسيين، وND الباسوك، وقررت عدم فتح هذه المسألة المثيرة للجدل، التي تتصادم مع كل من السكان ورجال الدين. على سبيل المثال، وقعت احتجاجات عديدة على إزالة إدخال طائفة دينية من بطاقة الهوية الوطنية في عام 2000.

### الإعلام
وسائل الإعلام اليونانية، مجتمعة، هي مؤسسة مؤثرة جدا --، الإثارة العدوانية عادة. كما هو الحال مع العديد من البلدان، وتمتلك معظم وسائل الإعلام من قبل الشركات التي لها مصالح تجارية في القطاعات الأخرى من الاقتصاد. غالبا ما تكون هناك اتهامات من الصحف والمجلات والقنوات الإذاعية والتلفزيونية التي تستخدم لترويج مشاريعهم التجارية فضلا عن السعي إلى التأثير السياسي.
في عام 1994، أنشئت وزارة الصحافة والإعلام في التعامل مع وسائل الاعلام وقضايا الاتصالات. ERT SA، وهي مؤسسة عامة تشرف عليها وزير الإعلام، وتعمل ثلاث قنوات تلفزيونية وطنية وخمس قنوات الإذاعة الوطنية. وزير الإعلام يشغل أيضا منصب الناطق باسم الحكومة الابتدائية.
الأمين العام للصحافة والإعلام يعد شبه الرسمية وكالة أنباء أثينا (ANA) نشرة. جنبا إلى جنب مع AP ورويترز، وهذا هو المصدر الرئيسي للمعلومات للصحافة اليونانية. وزارة الصحافة والإعلام أيضا القضايا الأخبار المقدونية شبه الرسمية للانباء (MPE) نشرة، والتي يتم توزيعها في جميع أنحاء منطقة البلقان. للحصول على الأخبار الدولية، سي ان ان له تأثير خاص في السوق اليونانية، وقنوات التلفزيون الرئيسية وغالبا ما تستخدم كمصدر. محطات التلفزيون الحكومية والخاصة وأيضا استخدام يوروفيجن Visnews كمصادر. في حين أن أوراق قليلة، ومحطات والمراسلين في الخارج، وهذه يمكن أن تكون قليلة المراسلين في الخارج مؤثرة جدا.
في عام 1988، وفر القانون الجديد في إطار قانوني لإنشاء محطات إذاعية خاصة، وعام 1989، ومحطات تلفزيونية خاصة. وفقا للقانون، ويمارس الإشراف على الإذاعة والتلفزيون من قبل الوطنية للإذاعة والتلفزيون والمجلس. في الممارسة العملية، ومع ذلك، فقد تأخر إصدار التراخيص الرسمية لسنوات عديدة. وبسبب هذا، كان هناك انتشار المحطات الإذاعية والتلفزيونية الخاصة، وكذلك القنوات الفضائية الأوروبية، بما في ذلك يورونيوز. وكانت محطات الراديو أكثر من 1000 التشغيل قبل مارس 2002، عندما طبقت الحكومة تخطط لتخصيص الترددات التلفزيونية وإصدار التراخيص على النحو المأذون به في قانون الاعلام عام 1993، خفض هذا العدد على نحو فعال.
في عام 2011، اقترحت الحكومة اجراءات جديدة من شأنها أن تضع قيودا على حرية التعبير في الإنترنت. وفقا لبعض المقترحات، كل فرد الذين يودون استخدام منصات الحرة، ستضطر هذه مثل blogspot أو وورد الحصول على تسجيلها رسميا في المحاكم، وذلك بسبب التدابير التقشفية صعبة المواقع التي تنتقد الحكومة والنظام السياسي وبشكل عام قد تضاعفت. [4]

### الخدمة العسكرية
وقد تم فرض الإلزامي مع الغرامات والسجن إذا رفض، ولكن لا غرامة ولا السجن منذ عام 1994، حيث صدر أمر الماضي ضد مشروع المراوغ ؛ 9 أشهر لجميع الذكور من سن 18 عاما. أفراد العائلات مع 3 أطفال تخدم تقليل الوقت من 6 أشهر. ويمكن أيضا أن تكون بديلا من الخدمة العسكرية مع خدمة أطول العامة، والتي وفقا لمعايير منظمة العفو الدولية، يجب أن ينظر عقابية كما هو مرتين طالما الجولة العادية من واجب. وقد اتخذت خطوات محدودة لتحويل الجيش اليوناني في جيش شبه المهنية في السنوات الأخيرة، مما أدى إلى تخفيض تدريجي للخدمة 18-12 و 9 أشهر وإدراج أكبر عدد من العسكريين المحترفين في معظم القمم للقوة. [بحاجة لمصدر] التطورات الأخيرة، على الرغم من داخل الحركة المناهضة للتجنيد في اليونان، مثل ارتفاع معدل الوفيات الناجمة عن الانتحار أثناء الخدمة وحوادث العمل، مثل وقوع الحادث Manitsa، جنبا إلى جنب مع ارتفاع نسبة التهرب في مشروع، تقدمت فكرة وجوب إلغاء التجنيد الإلزامي، وينبغي وضع الجيش all-professional/all-volunteer في المكان. [بحاجة لمصدر]

### الإنفاق العسكري
اليونان توجه ما يقرب من 4.3 ٪ من ناتجها المحلي الإجمالي للنفقات العسكرية، وأعلى نسبة 2 في أوروبا (وراء جمهورية مقدونيا). [5] في الأرقام المطلقة في المرتبة 28 في الميزانية اليونانية عسكرية في العالم في عام 2005. من نفس القياس، والميزانية العسكرية اليونانية في المرتبة 6 في حوض البحر الأبيض المتوسط (وراء فرنسا وإيطاليا وتركيا وإسرائيل وإسبانيا) و2 (خلف تركيا) في المناطق المتاخمة لها، ومنطقة البلقان. [6] وتجدر الإشارة إلى أن الأسلحة اليونانية الشرائية هو من بين أعلى المعدلات في العالم : اليونان في المرتبة 3 في العالم في عام 2004 [7]
وأوضح أن هذه الأرقام [8] في ضوء سباق التسلح بين تركيا واليونان مع القضايا الرئيسية التي يجري النزاع والخلاف حول قبرص سيادة الجزر معينة من بحر إيجه. لمزيد من المعلومات راجع العلاقات اليونانية التركية. Reversly، تتأثر إلى حد كبير على العلاقات الخارجية لليونان فضلا عن العديد من القرارات المتعلقة بالسياسة الداخلية من خلال مشترياتها من الأسلحة. وقد كان معروفا في الولايات المتحدة، ويجري هذا البائع أسلحة كبيرة إلى اليونان للتدخل بفعالية في قرارات الإنفاق العسكري التي تقوم بها الحكومة اليونانية. [9] وكانت الولايات المتحدة قد تدخلت في بعض الأحيان بنشاط للمساعدة في تجنب ازمة واسعة النطاق، كما في حالة الأزمة ايميا - كارداك.
وقد تم خفض الإنفاق العسكري الطويل مسألة في السياسة اليونانية. وكان رئيس الوزراء السابق كوستاس كرامنليس المقترحة لخفض الإنفاق العسكري من خلال «منطقة اليورو وزير الدفاع»، [10] إشارة إلى سياسة الأوروبية للأمن والدفاع. الإدارة الباسوك السابقة، المخطط أيضا على خفض الإنفاق العسكري [11] قبل فشلها في إعادة انتخابه في 2004، في حين تشير عادة السياسيين الباسوك لحفظ المال من الحد من الإنفاق العسكري بانه «عائد السلام» ("μέρισμα ειρήνης") وقد تم. [12] أطراف الحزب الشيوعي اليوناني، وبقي Synaspismos، صخبا في إدانة الإنفاق العسكري. بخصوص شراء دبابات ليوبارد 30 F - 16 و 333 في عام 2005، وانتقد كلا الطرفين الإدارة الديمقراطية الجديدة للإنفاق الأموال على الأسلحة بينما لا تفعل شيئا للتخفيف من الطبقات الدنيا، وقال ان الإنفاق العسكرية العليا «لا تتوافق مع الاحتياجات الحقيقية لل ويجري في البلاد ولكن وفقا لمنظمة حلف شمال الأطلسي لخدمة التخطيط ومصنعين أسلحة النووية والدول التي تستضيفهم». [13]

## هوامش
1. ↑  اليونان، الموسوعة المعرفية الشاملة نسخة محفوظة 15 مايو 2011 على موقع واي باك مشين.

## وصلات خارجية
- Greek Politics Specialist Group (GPSG) of the UK's Political Studies Association
- Official election results, via the Greek Ministry of Internal Affairs
- ekloges.gr نسخة محفوظة 22 ديسمبر 2003 على موقع واي باك مشين. Greek Elections
- Official website of the Prime Minister of Greece
- Greece the first country in the globe in terms of student export
- Greek Politics Community Forums
- Greece and eurozone in crisis نسخة محفوظة 3 يوليو 2010 على موقع واي باك مشين. dossier by Radio France Internationale in English June 2010